# Alloza
Alloza és un municipi d'Aragó, situat a la província de Terol, comarca d'Andorra-Serra d'Arcs de la provincia de Terol. Té una població de 572 habitants (INE 2020) i una extensiói de 81,6 km².

## Toponimia
El mot Alloza prové de l'àrab  اللوزة al-lawza(t), l'atmetller, unitat de lawz, atmetllers.

## Prehistòria
Hi ha importants restes arqueològiques al terme municipal, com el de «Partida de las Naves», on han aparegut una destral plana de bronze i un punyal, ambdós qualificats d'argàrics (Bronze Antic).
Destaca el jaciment ibèric del Castelillo, a 2 km al nord-oest del municipi, que data dels segles III i II a. C. És un poblat situat en un turó molt escarpat, als vessants del qual s'agrupen els habitatges, construïts amb sòcols de pedra i murs de tova, i la coberta dels quals seria de branques i fang. És important la rica ceràmica trobada, sobretot càlats amb decoració pictòrica molt variada.

## Història
No es coneix exactament quin és l'origen d'Alloza, però sí que va existir en època musulmana, atesa la seva toponímia. La comarca va ser reconquerida el 1122 per Alfons I el Bataller, també Alfons I d'Aragó, i després, el 1179, Alfons II d'Aragó, o talment Alfons el Cast, va donar el llogaret a l'Ordre de Calatrava en la seva comanda d'Alcanyís. No sembla que hi hagués ni jueus ni moriscs a Alloza, ja que no se'n parla arran de les expulsions dels uns i dels altres el 1492 i 1610 respectivament.
Al fogatge de 1495 —cens ordenat per Ferran el Catòlic—, Alloza figura amb 114 «focs» o llars, el que equival a uns 500 habitants.
Al segle XVIII Alloza comptava amb una escola de gramàtica —on va estudiar l'allocino Joaquín Fernando Garay, introductor de la patata a Espanya— que va arribar a tenir 116 estudiants el 1782. La Guerra del Francès va truncar el desenvolupament d'aquesta escola, malgrat que la localitat va ser un lloc relativament tranquil durant la contesa. Durant la Primera Guerra Carlina, a Alloza es va recolzar a la causa carlina i aquí va tenir el seu punt de partida l'operació que va culminar amb la derrota de l'exèrcit carlí a la Cincomarzada el 1838. Igualment, va haver-hi diverses batalles entre ambdós bàndols a les proximitats més agrestes d'Alloza —com «Els Congostos»—, que van servir de refugi al general carlista Ramón Cabrera, també conegut com "El Tigre del Maestrazgo".
Pascual Madoz, al seu Diccionari geogràfic-estadístic-històric d'Espanya de 1845, descriu Alloza de la següent manera:[7]
Té 380 cases, en general de dos pisos i bona distribució interior; formen diversos carrers de regular amplada, ben empedrats i nets, i 2 places, una anomenada de Sant Blai i una altra de l'Hospital.
Assenyala que la localitat produïa vi, oli, blat, ordi, seda, hortalisses, fruites i llegums; també indica l'existència de vuit fàbriques d'alum i un molí d'oli.
Ja al segle XX, durant la Guerra Civil, alguns testimonis asseguren que es va crear a Alloza un comitè compost per persones tant d'esquerres com de dretes per protegir-se mútuament segons el bàndol que arribés al poble. Això hauria hagut de propiciar que, fet i fet, hi hagués menys víctimes de la repressió que en altres pobles veïns.
Tanmateix, aquesta afirmació no es pot contrastar, ja que no va quedar gaire constància escrita de cap acord. Independentment dels fets que poguessin haver ocorregut al poble, molts habitants i persones nascudes a Alloza que en aquell moment residien en altres ciutats com Barcelona van participar activament en les columnes del front d'Aragó. En la fase final del conflicte, van intervenir en la Batalla de l'Ebre i, en els darrers moments, van ser capturats i traslladats a diversos camps de concentració, com els de Santander, El Dueso o Laredo.
A continuació la llista, de la que es té constància, de morts de persones d'Alloza durant la Guerra Civil:
| Nom                    | Edat | Ofici                      | Lloc de la mort                         |
| ---------------------- | ---- | -------------------------- | --------------------------------------- |
| Blasco Blasco, Juan    |      |                            | Cortes de Aragón (Terol)                |
| Félez Loscos, Miguel   |      | Tinent de la Guàrdia Civil | Alloza                                  |
| Gazulla Blasco, José   |      |                            | Cortes de Aragón (Terol)                |
| Galve Milián, Jorge    | 44   | Pagès                      | Alloza - al seu domicili                |
| Gascón Palleta, Manuel | 38   |                            | Gusen (Austria) - camp d'extermini nazi |
| Lorenz Lorenz, Blas    | 22   | Pagès                      | Tàrrega, Front de Lleida                |
| Lorenz Nuez, Ramiro    | 27   | Pagès                      | Saragossa - Ferida d'arma de foc        |
| Loscos Marco, Manuel   | 23   |                            | Saragossa - Ferida d'arma de foc        |

La mineria va arribar a la comarca d'Andorra-Sierra de Arcos de manera decisiva als anys 40 del segle XX, en un context marcat per la postguerra i la necessitat urgent d’energia a Espanya. Aquest procés va estar impulsat per l’Empresa Nacional Calvo Sotelo (ENCASO), una empresa estatal creada per explotar els jaciments de carbó de la zona.
Després de la Guerra Civil, Espanya patia una greu crisi energètica. El règim franquista, amb una política autàrquica, va apostar per explotar els recursos propis, com el carbó. L'empresa ENCASO es va establir a Andorra (Terol) per explotar el carbó lignitós de la zona. També va construir la central tèrmica d’Escatrón i el ferrocarril Andorra-Escatrón per transportar el mineral. A Alloza ENCASO va fer sondejos de lignit, va comprar mines i va obrir noves explotacions.
Aquest fet va transformar profundament la comarca, tant urbanísticament com paisatgísticament. Es van construir poblats miners com el de Santa Bàrbara, infraestructures industrials i serveis per als treballadors.
A partir de 1953, les infraestructures van entrar en ple rendiment. La comarca es va consolidar com un dels principals centres miners del Baix Aragó. Aleshores, el 61 % de la superfície minera de la zona corresponia a Alloza, amb un total de 26 mines.
Més endavant, ENCASO va ser absorbida per ENDESA, que va continuar l’activitat minera i va construir una nova central tèrmica a Andorra el 1979.
La central tèrmica va tancar definitivament el 30 de juny de 2020, i el seu desmantellament va finalitzar el juliol de 2024. La demolició de la xemeneia de 343 metres i les torres de refrigeració ha estat simbòlica per a la comarca, marcant el final d’una era.
Durant dècades, la central i les mines van generar centenars de llocs de treball, molts dels quals ocupats per habitants de pobles propers com Alloza.El tancament va suposar una pèrdua massiva d’ocupació directa i indirecta, afectant especialment els municipis petits que depenien d’aquesta activitat.

## Política

### Darrers batlles d'Alloza
| Període           | Batlle                        | Partit     |
| ----------------- | ----------------------------- | ---------- |
| 1943-1946         | Miguel Aranda Blasco          | Franquisme |
| 1946-1950         | Mariano Legua Alquézar        | Franquisme |
| 1950-1956         | Santiago Clemente García      | Franquisme |
| 1956-1972         | Ángel Alfonso Milián          | Franquisme |
| 1972-1979         | Jaime Lorenz Olleta           | Franquisme |
| 1979-1980         | Vicente Franco Garay          | UCD        |
| 1980-1981         | Mariano Muñoz Castro          | UCD        |
| 1981-1982         | Antonio Milián Soro           | UCD        |
| 1982-1983         | Varios alcaldes accidentales  |            |
| 1983-1985         | Joaquín Paricio Cstañer       | AP         |
| 1985-1986         | Antonio Gracia Lahoz          | AP         |
| 1986-1987         | Vacío de poder. Junta gestora |            |
| 1987-1991         | José María Sanz               | PAR        |
| 1991-1995         | Santiago Baeta López          | PP         |
| 1995-1998         | Joaquín Aranda                | PP         |
| 1998-1999         | Víctor Escaso                 | PP         |
| 1999-2003         | Pilar Lorenz                  | PAR        |
| 2003-2007         | Pilar Lorenz                  | PAR        |
| 2007-2011         | Manuel Antonio Royo Blasco    | PSOE       |
| 2011-2013         | Manuel Antonio Royo Blasco    | PSOE       |
| 2013-2015         | Miguel Ángel Aranda Lafoz     | PAR        |
| 2015-2019         | Miguel Ángel Aranda Lafoz     | PAR        |
| 2019-2023         | Miguel Ángel Aranda Lafoz     | PAR        |
| 2023 - actualidad | Marta Sancho Blasco           | PAR        |

### Resultats electorals
| Partit      | 1979 | 1979     | 1983 | 1983     | 1987 | 1987     | 1991 | 1991     | 1995 | 1995     | 1999 | 1999     | 2003 | 2003     | 2007 | 2007     | 2011 | 2011     | 2015 | 2015     | 2019 | 2019     | 2023 | 2023     |
| ----------- | ---- | -------- | ---- | -------- | ---- | -------- | ---- | -------- | ---- | -------- | ---- | -------- | ---- | -------- | ---- | -------- | ---- | -------- | ---- | -------- | ---- | -------- | ---- | -------- |
|             | Vots | Regidors | Vots | Regidors | Vots | Regidors | Vots | Regidors | Vots | Regidors | Vots | Regidors | Vots | Regidors | Vots | Regidors | Vots | Regidors | Vots | Regidors | Vots | Regidors | Vots | Regidors |
| Cens        | 856  |          | 861  |          | 830  |          | 769  |          | 737  |          | 702  |          | 630  |          | 617  |          | 558  |          | 500  |          | 464  |          | 453  |          |
| UCD         | 380  | 6        |      |          |      |          |      |          |      |          |      |          |      |          |      |          |      |          |      |          |      |          |      |          |
| PSOE        | 186  | 3        | 275  | 4        | 185  | 2        | 184  | 3        | 164  | 2        | 117  | 1        | 149  | 2        | 174  | 3        | 185  | 4        | 47   | 1        | 41   | 1        | 63   | 1        |
| PP          |      |          | 306  | 5        | 213  | 3        | 168  | 2        | 219  | 3        | 176  | 3        | 135  | 2        |      |          | 55   | 1        | 38   |          | 34   |          | 61   | 1        |
| PAR         |      |          |      |          | 212  | 2        | 1545 | 2        | 131  | 2        | 187  | 3        | 185  | 3        | 156  | 3        | 126  | 2        | 246  | 6        | 187  | 5        | 146  | 4        |
| IU          |      |          |      |          |      |          |      |          |      |          |      |          |      |          |      |          | 39   | 0        |      |          | 21   |          |      |          |
| Cs          |      |          |      |          |      |          |      |          |      |          |      |          |      |          |      |          |      |          |      |          | 57   | 1        |      |          |
| TE          |      |          |      |          |      |          |      |          |      |          |      |          |      |          |      |          |      |          |      |          |      |          | 48   | 1        |
| Abstencions | 281  |          | 280  |          | 197  |          | 244  |          | 212  |          | 199  |          | 156  |          | 177  |          | 137  |          | 145  |          | 114  |          | 111  |          |

## Punts d'interès

### Església de la Puríssima Concepció
És un temple construït al segle XVII que barreja els estils renaixentista i barroc, molt lluminós, de tres naus de quatre trams separades entre si per arcs de mig punt. La coberta és de volta estavellada, la nau central s'eleva pel que fa a les laterals.
La façana de l'església té un rellotge de sol a la banda esquerra. La torre de 51 metres d'alçada és de maó i de quatre cossos i s'hi accedeix des de la capçalera, on hi ha la sagristia del costat de l'Epístola. La decoració exterior destaca per l´ús de maó i detalls d'estil mudèjar. A la façana oest hi ha una galeria d'arcs de mig punt i una porta antiga. És una església bellíssima que destaca per la seva alçada entre la resta de les edificacions d´Alloza.

### Ermites

#### Ermita del Sant Sepulcre o del Calvari

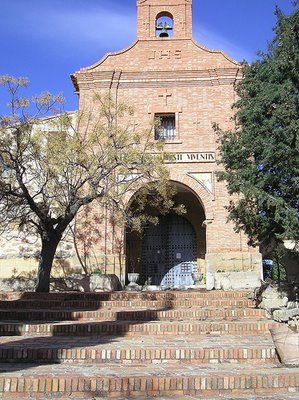
Ermita del Sant Sepulcre o Calvari a Alloza

El disseny d'aquesta construcció intenta reproduir l'escenari del Calvari a Terra Santa, es troba al cim de la muntanya del Calvari. L'ascens es fa per un sender zigzaguejant poblat de xiprers centenaris, entre els quals destaca el Xiprer Mare que podria tenir més de cinc-cents anys, les estacions del Via Crucis estan marcades per piirons i capelles.
És una construcció del segle XVII feta en maçoneria, maó i carreuat, d'una sola nau amb dos trams, coberta de volta de mig canó amb llunets i baldaquí de columnes salomòniques.
A la decoració interior destaca l'ús de rajoles, pintures flamenques sobre coure, els murals de la volta i la representació del Sant Sepulcre. Al segle XVIII es va afegir al conjunt la casa de l'ermità i l'any 1950 una àrea recreativa amb font i dos estanys, que és un lloc excel·lent per compartir activitats a l'aire lliure.

#### Ermita de la Verge d'Arcs
Es troba als afores del poble, és una petita capella de maçoneria amb detalls en carreuat, teulada a quatre vessants i planta quadrangular. La portada té un arc de mig punt amb dovelles llaurades. Actualment és de propietat privada i està en excel·lent estat. Quan vinguis a Alloza gaudeix de la seva vista, és la més ben conservada de les ermites del lloc.

### Arc Capella de Sant Roc
Es troba en un dels accessos que condueixen al carrer Major, és una construcció del segle XVIII, d'estil barroc en honor a Sant Roc, el sant protector de pestes i epidèmies.
Dos arcs de mig punt serveixen de base a la capella de maó, oberta en un va adovellat amb barana i fulles de fusta, sobre un portal. La coberta és una teulada a dues aigües amb un campanar d'espadanya. Al seu interior té un altar dedicat al sant i una escala per pujar-hi.

### Edifici de l'Ajuntament
En plena Plaça Espanya es troba aquesta edificació del segle XVI feta en maçoneria i pedra carreu, de tres plantes, on funciona l'Ajuntament d'Alloza. El pis inferior compta amb una llotja de dos arcs de mig punt sobre pilastres, al següent nivell s'obren tres balcons adovellats. La tercera planta llueix la típica galeria característica de les construccions aragoneses amb finestres d'arcs dobles de mig punt.

### Centre d'Interpretació "El Castelillo"
El Castelillo de Alloza és un jaciment ibèric que s'estima data dels anys 500 a 44 abans de Crist.
Al carrer Carretera, al centre d'Alloza funciona el Centre d'Interpretació del Castelillo d'Alloza en un edifici que acull exposicions temporals i material informatiu sobre el jaciment del Castelillo, entre els quals hi ha rèpliques de ceràmiques i altres objectes trobats al jaciment arqueològic. Una interessant visita per fer quan vinguis a Alloza.

### Parc Escultòric "Los Barrancos"
És un espai cultural, natural i paisatgístic ubicat entre el nucli urbà del poble i la font de "Las señoritas" (Les Senyoretes). Té una longitud aproximada d'un quilòmetre que finalitza a la font. S'hi accedeix pel carrer Carralafuente, des de la plaça de l'ajuntament.
Aquest sender ha estat utilitzat des de fa temps com a zona d'esbarjo i ara està decorat amb escultures d'artistes nacionals i internacionals; és un museu integrat a l'espai natural circumdant i ideal per fer boniques fotos.

### El "Gallipuente"
És un aqüeducte de pedra i una joia arquitectònica que porta l'aigua de la rambla principal fins al barranc d'"El Salto" per ser distribuïda per les séquies en el reg dels horts.

## Persones il·lustres
- Joaquín Carbonell Martí (n. 1947), cantautor